# Suko Pangkat
Suko Pangkat is een bestuurslaag in het regentschap Kerinci van de provincie Jambi, Indonesië. Suko Pangkat telt 502 inwoners (volkstelling 2010).